# Hans Klenk
Hans Klenk (Künzelsau, 29 ottobre 1919 – Vellberg, 24 marzo 2009) è stato un pilota automobilistico tedesco.
Partecipò al Gran Premio di Germania 1952 di Formula 1 con una Veritas.

## Carriera
Klenk cominciò la sua carriera nel mondo dell'automobilismo in età avanzata, in quanto negli anni '40 era stato un pilota di aerei, probabilmente per la Luftwaffe. Nel 1950 spostò la sua attenzione sull'automobilismo e cominciò a costruirsi una sua vettura, salvo poi acquistare una Veritas dall'amico Karl Kling, con cui al debutto in una gara conseguì il quinto posto.
Nel 1952, poi, venne messo sotto contratto dalla Mercedes e venne affidato come compagno di squadra proprio a Kling. In questo anno ottenne i suoi migliori risultati, giungendo secondo alla Mille Miglia con il connazionale e disputando una buona 24 Ore di Le Mans, prima di essere costretti al ritiro. Sempre nel 1952 prese parte al Gran Premio di Germania, che concluse all'undicesimo posto. Risultati migliori furono ottenuti dal pilota tedesco nelle gare che non facevano parte del campionato, in cui ottenne un secondo e un terzo posto. In coppia con Kling disputò, poi, la Carrera Panamericana, in cui i due tedeschi riuscirono ad imporsi.
L'anno seguente passò la maggior parte dell'anno a fare dei test con la Mercedes ed ottenne un secondo posto all'AVUS. Fu, però, vittima di un incidente che compromise la sua carriera sportiva. Decise quindi di dedicarsi all'attività di ingegnere, mettendo a disposizione la sua vettura. Questa risultò a breve obsoleta viste le nuove regole per il campionato di Formula 1 e venne utilizzata dal solo Theo Helfrich al Gran Premio di Germania. Klenk risultò così l'unico ad aver compiuto un'apparizione come pilota ed una come costruttore in due differenti gare mondiali.

### Risultati in Formula 1
| 1952 | Scuderia       | Vettura        |  |  |  |  |  |    |  |  | Punti | Pos. |
| ---- | -------------- | -------------- |  |  |  |  |  | -- |  |  | ----- | ---- |
| 1952 | Pilota privato | Veritas Meteor |  |  |  |  |  | 11 |  |  | 0     |      |

| Legenda | 1º posto     | 2º posto | 3º posto    | A punti         | Senza punti/Non class.  | Grassetto – Pole position Corsivo – Giro più veloce |
| Legenda | Squalificato | Ritirato | Non partito | Non qualificato | Solo prove/Terzo pilota | Grassetto – Pole position Corsivo – Giro più veloce |